# Les Chroniques de Prydain
 (juillet 2016).
Si vous disposez d'ouvrages ou d'articles de référence ou si vous connaissez des sites web de qualité traitant du thème abordé ici, merci de compléter l'article en donnant les références utiles à sa vérifiabilité et en les liant à la section « Notes et références ».
Les Chroniques de Prydain (titre original : The Chronicles of Prydain) est un cycle de fantasy pour la jeunesse en cinq volumes écrit par Lloyd Alexander. Paru entre 1964 et 1968, il raconte les aventures d'un jeune homme nommé Taram, qui vient d'obtenir le titre d'Assistant gardien de cochon mais rêve de devenir un grand héros, et de ses compagnons, la princesse Eilonwy, le barde errant Fflewddur Fflam, le nain Doli, et une créature farouche mais sympathique nommée Gurgi. L'un des aspects principaux du cycle est le passage de la jeunesse à l'âge adulte, ce qui permet de le considérer comme un roman d'apprentissage. Le cycle a fait l'objet d'une adaptation au cinéma sous la forme d'un long-métrage d'animation des studios Disney, Taram et le Chaudron magique, en 1985.

## Sources d'inspiration et histoire éditoriale
Par les thèmes qu'il aborde, le cycle s'inspire de la mythologie celtique brittonique, en particulier du Mabinogion. Cependant, comme le précise lui-même Lloyd Alexander dans un mot de l'auteur du Livre de Trois, les romans ne constituent pas une reprise littérale de ces mythes : plusieurs intrigues ont été fusionnées, et les rôles et les motivations de plusieurs personnages ont été modifiés : un lecteur familier de la mythologie celtique sera ainsi surpris de voir Arawn devenir le « Grand Méchant » des livres tandis que les aspects les plus sombres de Gwydion sont remplacés par un héroïsme sans tache.
La même note de l'auteur indique également que la géographie de Prydain s'inspire en particulier de celle du Pays de Galles, bien qu'Alexander précise que Prydain est distinct du Pays de Galles, tant du point de vue de la géographie physique que de l'Histoire.
Le cycle était conçu au départ comme une trilogie. Les titres originaux prévus pour les trois tomes étaient : La Bataille des arbres (The Battle of the Trees), Le Lion à la main ferme (The Lion with the Steady Hand), et Petit Gwion (Little Gwion). Il devint ensuite une tétralogie, dont Le Grand Roi de Prydain devait former le quatrième tome. Cependant, l'éditeur trouvait qu'il manquait quelque chose entre le troisième et le quatrième tomes : ainsi Taran le Vagabond fut écrit un mois après la parution du Château de Llyr. Ce tome supplémentaire permettait de mieux comprendre la décision de Taran à la fin du Grand Roi.
Les textes actuellement regroupés dans The Foundling and Other Tales of Prydain ont en fait été publiés à l'origine dans trois volumes différents : deux livres illustrés et un recueil de nouvelles. Ces histoires permettent d'en apprendre davantage sur le passé de plusieurs personnages secondaires du cycle.

## Détail du cycle
Le cycle originel des Chroniques de Prydain comprend cinq volumes :
1. Le Livre des trois, Anne Carrière, 2020 ((en) The Book of Three (en), 1964), trad. Marie de Prémonville1re traduction française Jean-François Ménard, Le Livre de Poche, 1985, illustrations de Yves Beaujard
2. Le Chaudron noir, Anne Carrière, 2020 ((en) The Black Cauldron (en), 1965), trad. Marie de Prémonville1re traduction française Jean-François Ménard, Le Livre de Poche, 1985, illustrations de Yves Beaujard
3. Le Château de Llyr, Anne Carrière, 2020 ((en) The Castle of Llyr (en), 1966), trad. Marie de Prémonville
4. Taram chevalier errant, Anne Carrière, 2020 ((en) Taran Wanderer (en), 1967), trad. Marie de Prémonville
5. Le Haut Roi, Anne Carrière, 2020 ((en) The High King (en), 1968), trad. Marie de Prémonville

Par la suite, Lloyd Alexander y a ajouté une préquelle :
- (en) The Foundling and Other Tales of Prydain (en), 1973

## Univers
La géographie, les cultures et les noms des personnages du monde de Prydain se fondent en grande partie sur le passé du Pays de Galles et en particulier sur les histoires relatées dans le Mabinogion. Prydain est un pays où la magie existe, et qui est en conflit avec son voisin, Annuvin, le Pays de la Mort. Il forme le cadre de quatre des cinq tomes du cycle.
Gouverné jadis par la maléfique reine Achren, Prydain a été libéré par les Fils de Don, qui ont mis en place un nouveau gouvernement à Caer Dathyl. Le Grand Roi règne sur tout le pays, assisté par son aide de camp, tandis que de nombreux roitelets dirigent les différents territoires de Prydain. Seuls les Commots libres, pays d'artisans qui ne reçoivent d'ordres que du Grand Roi, se trouvent hors de la juridiction de tout roitelet.
Parmi les lieux remarquables de Prydain figurent Caer Dallben, la ferme que possède l'enchanteur Dallben ; Caer Colur, demeure ancestrale de la Maison de Llyr ; le Château en spirale, la forteresse d'Achren ; et les Marais de Morva, un marécage hanté où vivent les sorcières Orddu, Orwen et Orgoch.
Sous la surface, dans les parties souterraines de Prydain, se trouve le royaume du Peuple Fée, un peuple surnaturel de taille minuscule qui ne se mêle généralement pas des affaires des autres peuples. Le Peuple Fée n'a cependant aucune amitié pour le Seigneur de la Mort Arawn, et vient régulièrement en aide aux humains de Prydain dans leur lutte contre lui.
Outre les humains et le Peuple Fée, Prydain abrite les Fils de Don et leurs descendants (qui sont ostensiblement proches des dieux de la mythologie celtique, bien que ce ne soit jamais indiqué explicitement dans les livres). D'autres types de créatures, comme les morts-vivants que sont les Rejetons du Chaudron, ou les monstrueux Gwythaints à l'aspect d'oiseaux, ainsi que des êtres inclassables comme l'humanoïde à fourrure Gurgi (dont l'espèce est indéterminée) résident également sur Prydain.

## Réception
Les Chroniques de Prydain ont reçu une Médaille Newbery (pour The High King) et un Newbery Honor (pour Le Chaudron noir), et ont donc été reconnues comme une contribution valable à la littérature pour la jeunesse. Depuis de nombreuses années, le cycle se maintient en bonne place dans les statistiques de vente et auprès des lecteurs dans les pays anglo-saxons, et peut être comparé à d'autres grands cycles de fantasy pour la jeunesse, comme Les Chroniques de Narnia. Il a également valu à Lloyd Alexander le American Book Awards.
Le cycle demeure cependant moins connu en France que dans le monde anglo-saxon.

## Adaptation cinématographique
En 1985, Walt Disney Productions réalisa Taram et le Chaudron magique, un long-métrage d'animation basé essentiellement sur les deux premiers tomes, mais s'inspirant aussi du cycle dans son ensemble. Le dessin animé, qui avait coûté 40 millions de dollars, reçut un accueil mitigé de la part du public, au point de ne pas être rentable. Les critiques le trouvèrent « joli, mais confus et excessivement sombre » à cause de son univers ténébreux, même s'il reçut une critique positive de Roger Ebert. En examinant le projet terminé, le chef de studio Jeffrey Katzenberg fut déçu par le film, et les animateurs eurent le sentiment qu'en définitive « il ne possédait pas l'humour, l'émotion et la fantaisie qui étaient si présents dans l'œuvre de Lloyd Alexander. Cette histoire avait été une occasion unique, et c'était désolant de voir qu'un matériau si incroyable avait été gâché. »
Alexander donna un avis en demi-teinte à propos du dessin animé : « D'abord, je dois dire que le dessin animé ne ressemble pas au livre. Cela étant dit, le dessin animé en lui-même, purement comme dessin animé, je l'ai trouvé très distrayant. »